# Cheb Moumen
Cheb Moumen, de son vrai nom Moumen Khédim, est un chanteur et compositeur algérien de raï, né en 1968 à Relizane .

## Biographie
Moumen Khédim est né en 1968 à Relizane, dans quartier populaire. Choriste à neuf ans dans un orchestre de musique classique arabo-andalouse, il a émergé dans les années 1980, et il est considéré comme l'un des pionniers du raï algérien, aux côtés de Cheb Khaled, Cheb Mami, Cheb Sahraoui, Cheikh Fethi et l'une des légendes du raï.
Il émigre en France au début des années 1990 et rejoint le groupe Djam & Fam.

## Discographie
- Maândi hadja fettalaa oua lhabet[3]
- Ma nsal aalih
- Khelli nas tgoul ghalet
- Khelli y goulou fih ou fih
- Rabi atani galb kbir
- Rih el gharbi
- Denya[4]
- Rayi darli - J'en ai marre [5] ; avec Djam & Fam